# 2008年夏季残疾人奥林匹克运动会轮椅网球比赛

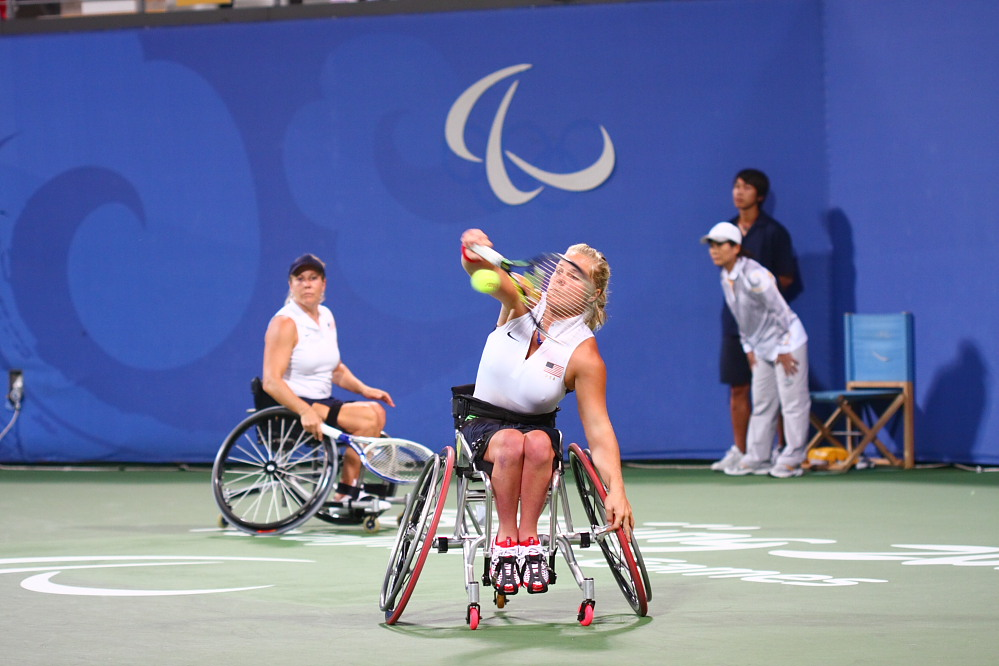
女子双打季军比赛

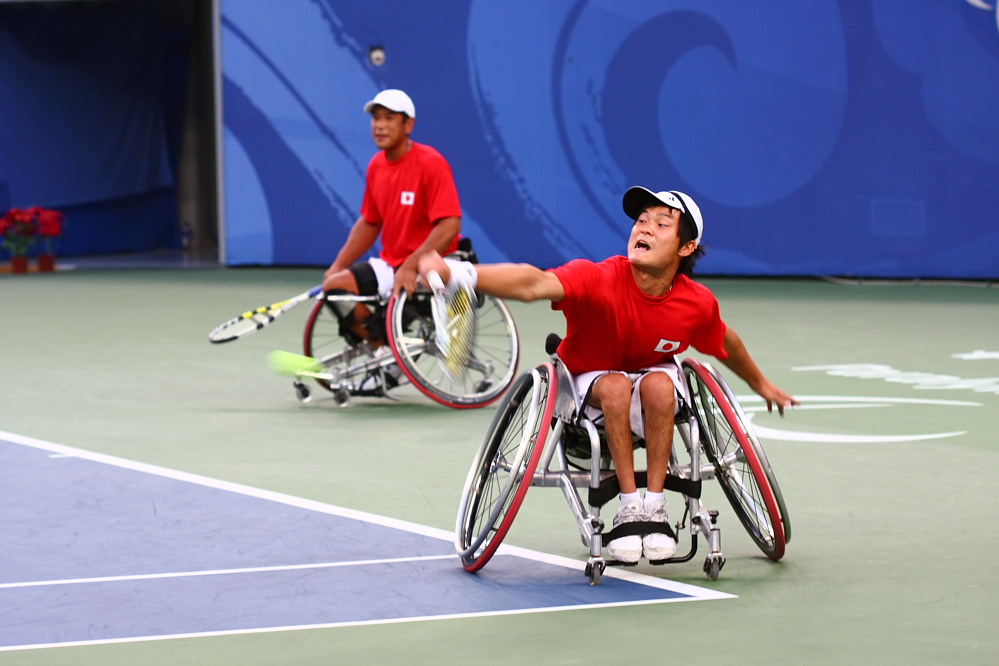
男子双打季军

2008年夏季残疾人奥林匹克运动会轮椅网球比賽由9月8日至9月15日在北京奥林匹克森林公园网球场舉行，比賽合共產生6枚金牌。

## 比赛分级
- 符合特定参赛标准的运动员即可参赛，参加混合组比赛的运动员需四肢均残障。[1]

## 比賽項目
本届轮椅网球比赛共设6个小项，其中男、女、混合各2项。

| - 男子单打 - 男子双打 | - 女子单打 - 女子双打 | - 混合单打 - 混合双打 |  |  |

## 參賽資格
本届比赛共有112名运动员（男子64~80名，女子32~48名，取决于混合单打晋级运动员）参赛，其中每个国家协会最多派11人参赛（男女各4人，混合3人），男女单打最多可派各4人参赛，混合单打最多可派3人参赛，男女双打最多可派2队参赛，混合双打最多可派1队参赛。

名额分配给运动员所在协会（但所在协会所获名额不多于4个及以外卡方式获得的名额除外）。

所有参赛运动员必须在2008年5月的世界排名榜上有排名（外卡方式除外）。

### 資格賽名額
| 資格賽                         | 出線資格                         | 总名額數量 | 男子名额数量 | 女子名额数量 | 四肢残障组名额数量 | 备注 |
| ------------------------------ | -------------------------------- | ---------- | ------------ | ------------ | ------------------ | ---- |
| 国际网球联合会轮椅网球世界排名 | 由高到低排列                     | 84个       | 48~60个      | 24~36个      | 12个               |      |
| 外卡选手                       | 由国际残奥会和国际网球联合会发放 | 28个       | 16~20个      | 8~12个       | 4个                |      |
| 合计                           | 合计                             | 112个      | 64~80个      | 32~48个      | 16个               |      |

## 各國獎牌榜
| 排名 | 国家／地区    | 金牌 | 银牌 | 铜牌 | 總數 |
| ---- | ------------- | ---- | ---- | ---- | ---- |
| 1    | 荷兰（NED）   | 2    | 3    | 1    | 6    |
| 2    | 法国（FRA）   | 1    | 0    | 2    | 3    |
| 3    | 英国（GBR）   | 1    | 0    | 1    | 2    |
| 3    | 日本（JPN）   | 1    | 0    | 1    | 2    |
| 3    | 美国（USA）   | 1    | 0    | 1    | 2    |
| 6    | 瑞典（SWE）   | 0    | 2    | 0    | 2    |
| 7    | 以色列（ISR） | 0    | 1    | 0    | 1    |
| 总计 | 总计          | 6    | 6    | 6    | 18   |

## 各項成績
| 项目           | 金牌                                              | 银牌                                            | 铜牌                                              |
| 男子单打公开级 | 国枝慎吾 · 日本（JPN）                            | 罗宾·阿梅尔兰 · 荷兰（NED）                     | 迈克尔·舍费尔斯 · 荷兰（NED）                     |
| 女子单打公开级 | 埃丝特·费海尔 · 荷兰（NED）                       | 科丽·霍曼 · 荷兰（NED）                         | 弗洛朗丝·格拉韦利耶 · 法国（FRA）                 |
| 男子双打公开级 | 法国（FRA） · 斯特凡纳·乌代 · 米夏埃尔·热雷米亚斯 | 瑞典（SWE） · 斯特凡·奥尔松 · 彼得·维克斯特伦   | 日本（JPN） · 国枝慎吾 · 斋田悟司                 |
| 女子双打公开级 | 荷兰（NED） · 科丽·霍曼 · 莎伦·瓦尔拉芬           | 荷兰（NED） · 伊斯克·格里菲翁 · 埃丝特·费海尔   | 法国（FRA） · 弗洛朗丝·格拉韦利耶 · 阿莱特·拉西纳 |
| 混合单打公开级 | 彼得·诺福克 · 英国（GBR）                         | 约翰·安德松 · 瑞典（SWE）                       | 戴维·瓦格纳 · 美国（USA）                         |
| 混合双打公开级 | 美国（USA） · 尼克·泰勒 · 戴维·瓦格纳             | 以色列（ISR） · 博阿茨·克拉默 · 什拉盖·魏因贝格 | 英国（GBR） · 杰米·伯德金 · 彼得·诺福克           |

## 外部連結
- 本屆残奧会各項項目比賽時間表
- (pdf). IPC.[]
- 国际网球联合会（页面存档备份，存于）
- 国际残奥会官方网站（页面存档备份，存于）